# Drepanepteryx ramosa
Drepanepteryx ramosa là một loài côn trùng trong họ Hemerobiidae thuộc bộ Neuroptera. Loài này được Makarkin miêu tả năm 1991.